# Liste von Burgen und Schlössern in Deutschland
Die Liste von Burgen und Schlössern in Deutschland führt, geordnet nach Land, Burgen, Schlösser und Festungen auf, die sich auf dem heutigen Gebiet Deutschlands befinden. Im zweiten Teil werden einige „Superlative“ von Burgen aufgezeigt.

## Listen nach Ländern
| Baden-Württemberg                                                             | Bayern                                                                          | Berlin                                                                                 | Brandenburg                                                                            |
| ----------------------------------------------------------------------------- | ------------------------------------------------------------------------------- | -------------------------------------------------------------------------------------- | -------------------------------------------------------------------------------------- |
| Hauptartikel: Liste von Burgen und Schlössern in Baden-Württemberg            | Hauptartikel: Liste von Burgen und Schlössern in Bayern                         | Hauptartikel: Liste von Burgen, Schlössern und Herrenhäusern in Berlin und Brandenburg | Hauptartikel: Liste von Burgen, Schlössern und Herrenhäusern in Berlin und Brandenburg |
| Bremen                                                                        | Hamburg                                                                         | Hessen                                                                                 | Mecklenburg-Vorpommern                                                                 |
| Hauptartikel: Liste von Burgen und Schlössern in der Freien Hansestadt Bremen | Hauptartikel: Liste von Burgen und Schlössern in Hamburg                        | Hauptartikel: Liste von Burgen und Schlössern in Hessen                                | Hauptartikel: Liste von Burgen und Schlössern in Mecklenburg-Vorpommern                |
| Niedersachsen                                                                 | Nordrhein-Westfalen                                                             | Rheinland-Pfalz                                                                        | Saarland                                                                               |
| Hauptartikel: Liste von Burgen und Schlössern in Niedersachsen                | Hauptartikel: Liste von Burgen, Schlössern und Festungen in Nordrhein-Westfalen | Hauptartikel: Liste von Burgen, Festungen und Schlössern in Rheinland-Pfalz            | Hauptartikel: Liste von Burgen und Schlössern im Saarland                              |
| Sachsen                                                                       | Sachsen-Anhalt                                                                  | Schleswig-Holstein                                                                     | Thüringen                                                                              |
| Hauptartikel: Liste von Burgen und Schlössern in Sachsen                      | Hauptartikel: Liste von Burgen und Schlössern in Sachsen-Anhalt                 | Hauptartikel: Liste von Burgen, Schlössern und Festungen in Schleswig-Holstein         | Hauptartikel: Liste von Burgen und Schlössern in Thüringen                             |

## Listen nach Regionen
- Liste der Burgen und Schlösser im Allgäu
- Liste von Burgen und Befestigungsanlagen auf dem Dün
- Liste der Burgen und ehemaligen Adelssitze im Kreis Düren
- Liste der Burgen, Befestigungen und Schlösser in der Eifel
- Liste der Burgen und Schlösser an der Emscher
- Liste der Burgen und Schlösser in der Fränkischen Schweiz
- Liste der Burgen und Schlösser des Hochstifts Speyer
- Liste von Burgen und Schlössern in Mittelfranken
- Liste von Burgen und Schlössern am Mittelrhein
- Liste von Burgen und Schlössern in Niederbayern
- Liste von Burgen und Schlössern in Oberbayern
- Liste von Burgen und Schlössern in Oberfranken
- Liste von Burgen und Schlössern in der Oberpfalz
- Liste der Burgen und Schlösser im Rheingau
- Liste von Burgen und Schlössern in Schwaben (Bayern)
- Liste der Burgen und Schlösser im Westerwald

## Listen nach Typus
| Wallburgen                            | Turmhügelburgen                 | Residenzschlösser                        |
| ------------------------------------- | ------------------------------- | ---------------------------------------- |
| Liste von Wallburgen in Niedersachsen | Liste deutscher Turmhügelburgen | Liste der Residenzschlösser in Thüringen |

## Superlative
- Längste …

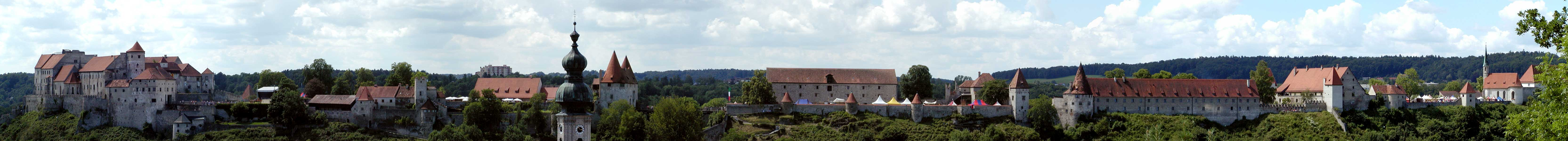
Burghausen, mit 1043 Metern die längste Burg Europas

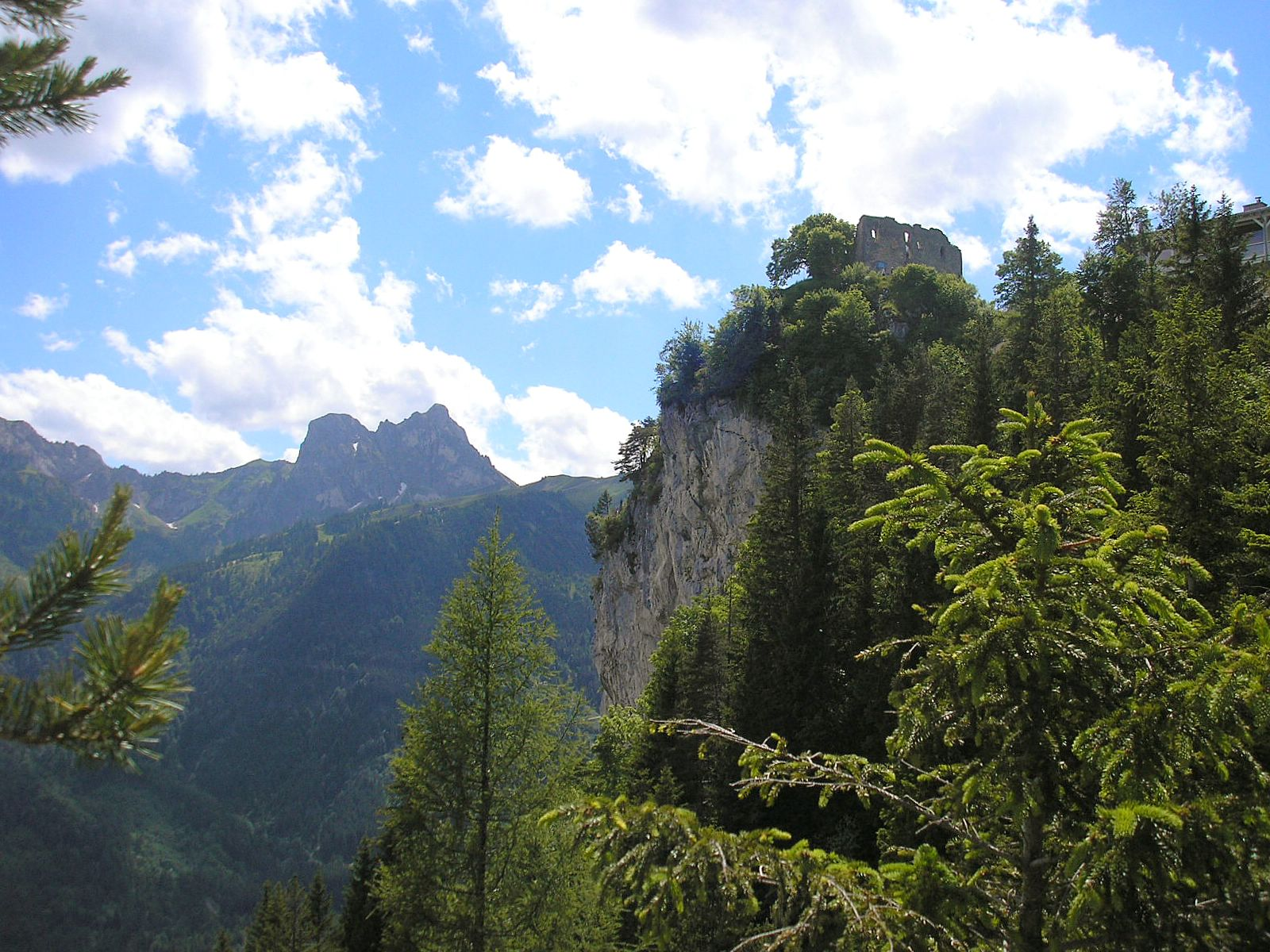
Burg Falkenstein in 1277 m Höhe

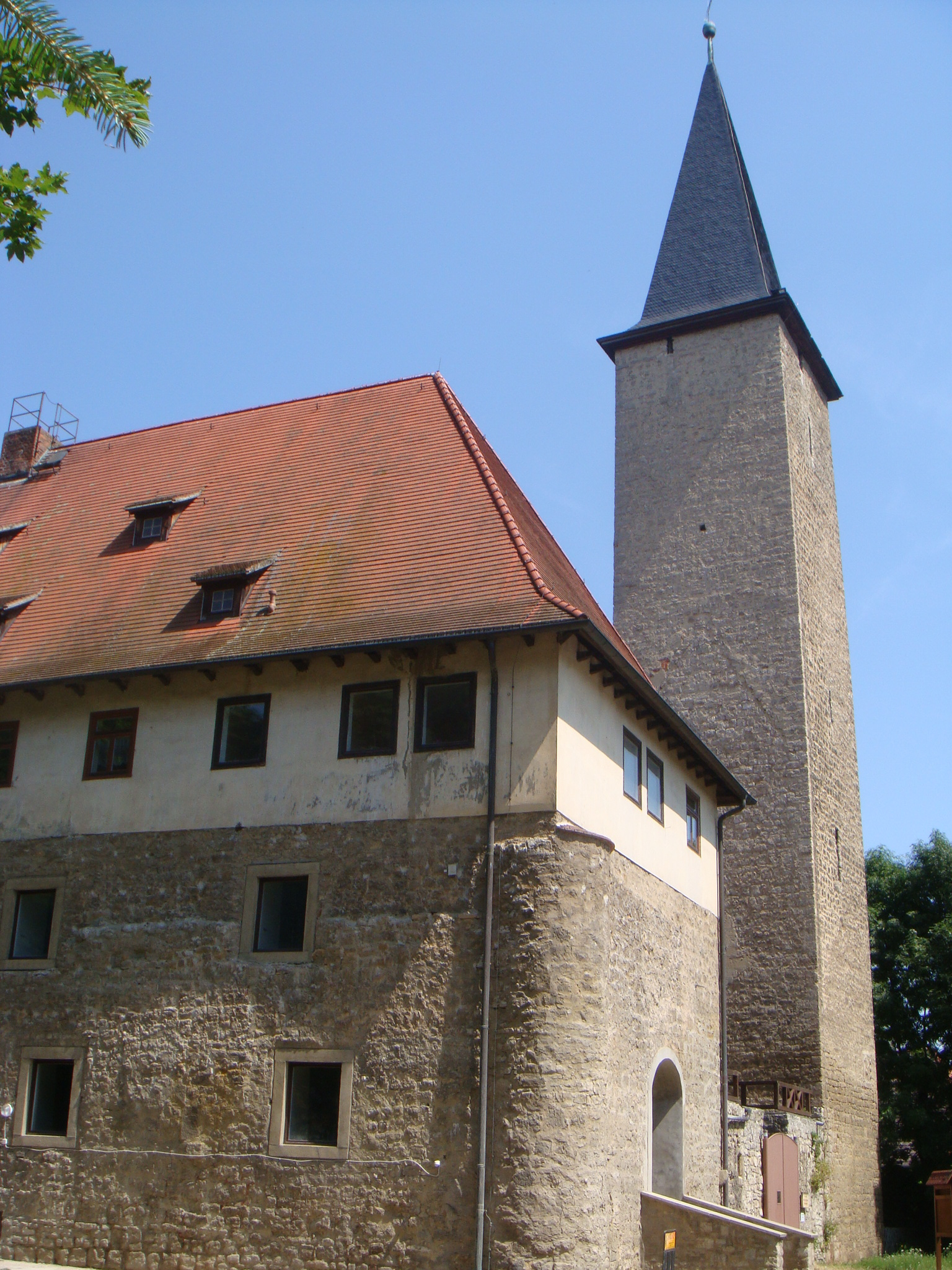
Niederroßla mit dem höchsten Bergfried Deutschlands

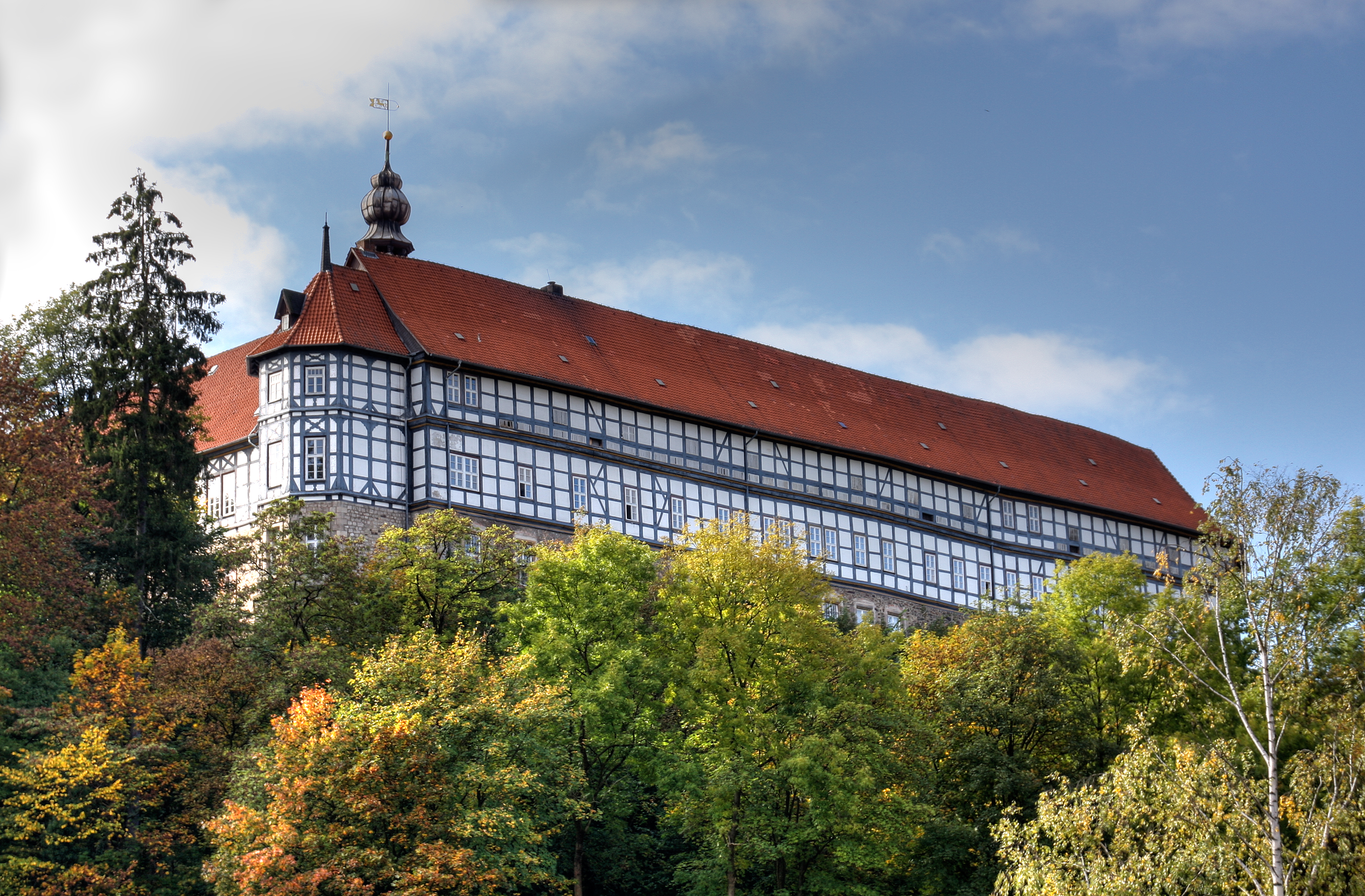
Schloss Herzberg in Fachwerkbauweise

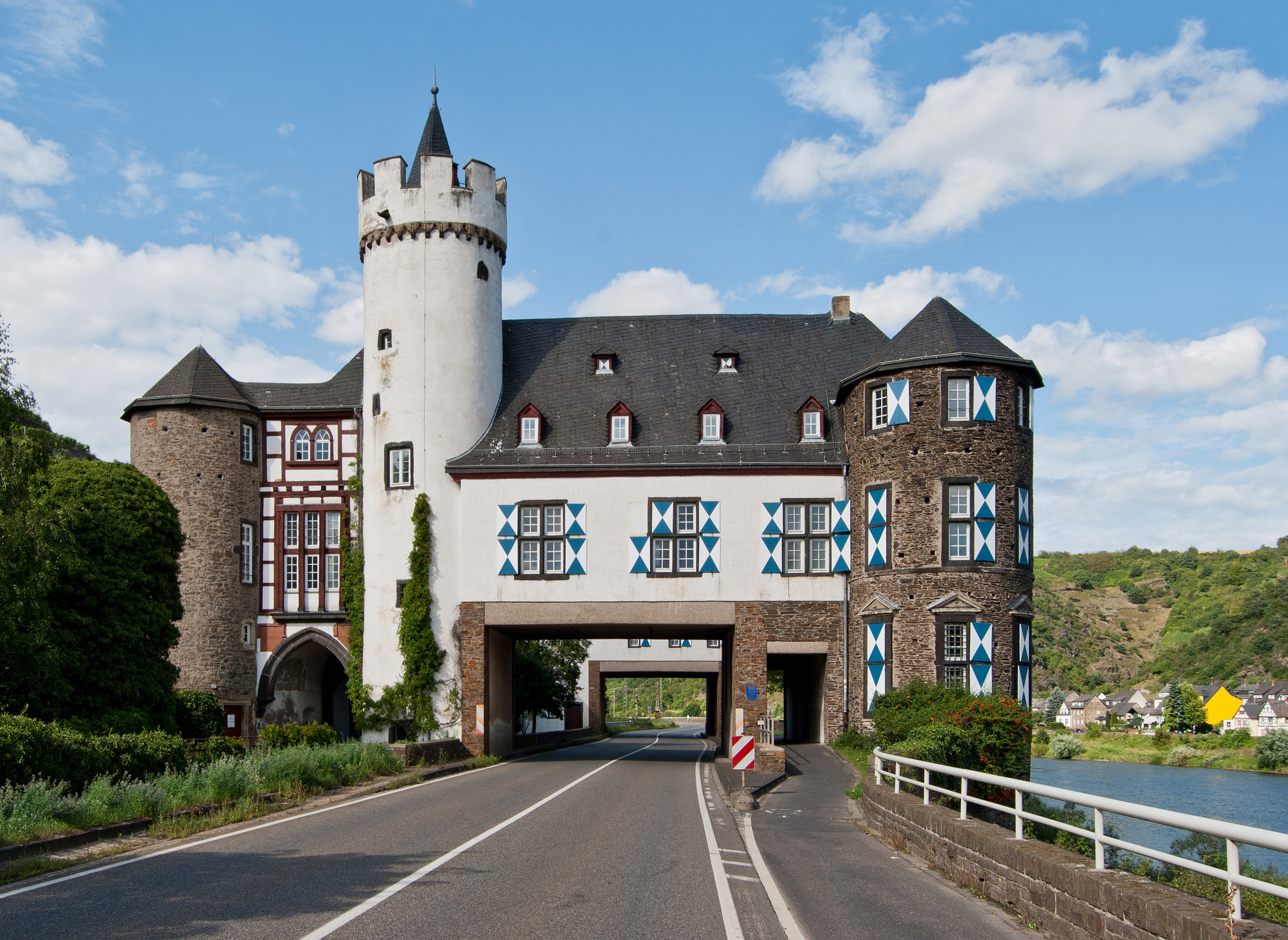
Gondorf: Burg und Bundesstraße

… Burg Europas (1043 m): Burg zu Burghausen

… Burgruine Deutschlands (425 m): Burg Lichtenberg (Pfalz)
Die im Jahr 1351 zerstörte Burg Alt-Montclair über der Saarschleife wies eine annähernde Länge von 900 Metern auf und zählt damit zu den größten Burgen des Hochmittelalters in Deutschland.
- Größte/s …

… Burg- und Festungsruine Deutschlands: Festung Hohentwiel

… Wasserburg Deutschlands: Schloss Glücksburg

… Schloss Deutschlands: Schloss Mannheim

… Wasserschloss Deutschlands: Schloss Nordkirchen
- Höchstgelegene …

… Burg Deutschlands (1277 m): Burg Falkenstein

… Burg von Rheinland-Pfalz und der Eifel (676,5 m): Nürburg
- Der höchste Turm:

1. Schloss Neuschwanstein, nördl. Treppenturm, 65 m

- Die höchsten Bergfriede:

1. Burg Niederroßla (Niederroßla), 57 m
2. Osterburg (Weida) (Weida), 54 m
3. Ehrenberg (Bad Rappenau), 50 m

- Die tiefsten Burgbrunnen:

1. Reichsburg Kyffhausen, 176 Meter
2. Festung Königstein, 152 Meter
3. Hohenburg (Homberg), 150 Meter

- Größte/s …

… Burgruine in Baden: Heidelberger Schloss

… und einziges Schloss Hamburgs: Schloss Bergedorf

… barocke Schlossanlage in Mecklenburg-Vorpommern: Schloss Bothmer

… erhaltenes Schloss Niedersachsens: Schloss Wolfenbüttel

… Schloss in Fachwerkbauweise Niedersachsens: Schloss Herzberg

… Burgruine der Pfalz: Hardenburg

… Burgruine Sachsens: Burgruine Elsterberg

… Burg der Thüringer Landgrafen: Neuenburg, Sachsen-Anhalt

… Schlossanlage Schleswig-Holsteins: Schloss Gottorf

… Burg im Freistaat Thüringen: Wartburg
- Einzige …

… vollständig erhaltene, befestigte Wasserburg französischer Festungsbaukunst in Deutschland: Festung Heldrungen

… erhaltene spätmittelalterliche Residenz Württembergs: Schloss Urach

… Höhenburg am Rhein, die nie zerstört wurde: Marksburg

… Eifeler Höhenburg, die vom Rhein aus zu sehen ist: Burg Olbrück

… Burg, die man per Bundesstraße durchqueren kann: Oberburg in Gondorf

## Burgen und Schlösser in ehemaligen deutschen Gebieten
- Liste von Burgen und Schlössern in Schlesien
- Liste der Burgen und Schlösser in der Woiwodschaft Westpommern
- Liste der Burgen und Schlösser in der Woiwodschaft Pommern
- Liste der Burgen und Schlösser in der Woiwodschaft Ermland-Masuren
- Liste von Burgen und Schlössern in der Oblast Kaliningrad